# Eitel Monaco
Eitel Monaco (Montazzoli, 16 maggio 1903 – Roma, 4 febbraio 1989) è stato un avvocato, dirigente pubblico e produttore cinematografico italiano, noto soprattutto per essere uno fra gli organizzatori e produttori dell’industria cinematografica più attivi in Italia dagli anni Trenta e agli anni Settanta del Novecento.
Fu presidente della FNFIS dal 1935 al 1941, Direttore generale della cinematografia dal 1941 al 1943, segretario generale dell'ANICA dal 1945 al 1949, presidente dell'ANICA per 11 volte dal 1949 al 1971, vicepresidente della FIAPF nel 1950, fondatore e presidente dell'Unitalia Film nel 1951, presidente del premio cinematografico David di Donatello dal 1971 al 1977.

## Biografia
Nato a Montazzoli, in provincia di Chieti, da Gaetano Monaco e da Caterina Recchia, ultimo di tre figli.
A cinque anni (1908) fu mandato dalla famiglia a Roma, nella casa della zia materna Marianna Recchia (†1921) sposata con Antonio della Porta, giornalista, poeta, mentore e mecenate del nipote, che lo avvierà allo studio della giurisprudenza all'Università. A 17 anni (1920) fu tra gli iscritti della FUCI.
Allievo di Antonio Salandra, nel 1924 Monaco si laureò in giurisprudenza, dando inizio alla carriera di avvocato per la Confederazione generale dell'Industria Italiana.
Nel 1928 sposa la musicista (arpista) Clelia Gatti, dalla quale ha due figli: Corrado e Massimo.

### Gli inizi
Nel 1926 entrò nella segreteria dell’ente romano Federazione industriali dell'Italia Centrale, sotto il controllo della Confederazione generale fascista dell'industria italiana. Nel 1928 sposa Clelia Gatti, dalla quale ebbe i due figli Corrado e Massimo.
Quando la Federazione fu ulteriormente suddivisa, Monaco divenne anche segretario dell’Unione degli industriali di Roma e del Lazio.
Nel 1932 la presidenza dell'ANFIS (Associazione Nazionale Fascista delle Industrie dello Spettacolo) lo designa fra i rappresentanti dell'ente, in seno al consiglio di amministrazione della Cassa Nazionale di Previdenza ed Assistenza per artisti lirici, drammatici, di operette, varietà e spettacoli viaggianti (poi ENPALS).
Con decreto di Mussolini del 23 giugno 1934, in sostituzione di Nicola De Pirro, Monaco divenne membro della Corporazione dello spettacolo, con sede in Roma presso il Ministero delle corporazioni, accanto a personalità come Gustavo Lombardo, Alessandro Blasetti, Anton Giulio Bragaglia, Dino Alfieri, Ildebrando Pizzetti, Giacomo Paolucci de' Calboli (il presidente dell’Istituto Luce), Luciano De Feo.

### La direzione della FNFIS (1937-1941)
Quindi Monaco, già vice-segretario (nel 1932), poi segretario (’34), divenne dirigente (1937) della Federazione nazionale fascista degli industriali dello spettacolo (FNFIS), l'istituzione dell'albo dei noleggiatori che “contribuiva a selezionare le compagnie e guidava i capocomici nell'elaborazione dei progetti, assicurando la piena osservanza delle direttive del MinCulPop”, sotto la direzione di Alfieri .
Farà parte di vari comitati costituiti, presso il Ministero delle Corporazioni, con decreti del capo del governo in data 24 maggio del ’38, qui di seguito elencati: 
- il Comitato tecnico corporativo per lo studio dei problemi riguardanti il teatro lirico[6];
- il Comitato tecnico corporativo per lo studio dei problemi riguardanti il teatro drammatico[7];
- il Comitato tecnico corporativo per l'esame dei rapporti economici relativi alla produzione, al noleggio ed all'esercizio cinematografico[8].

Nel 1938 inoltre partecipò alla redazione del decreto legge del 16 giugno 1938 (Legge Alfieri), a sostegno dell’industria cinematografica e sul finanziamento diretto ai produttori, che incoraggerà la creazione del Monopolio per la distribuzione dei film stranieri (il d.l. 4 settembre 1938) e lo sviluppo di Cinecittà.
Dal 1940 entrò nel consiglio di amministrazione di Cinecittà, all'epoca in cui Luigi Freddi, l’ex direttore generale della cinematografia, ne assume l’incarico di presidente, oltre che direttore della Cines, e nel 1941 anche dell'Enic.

### La direzione della Cinematografia in Italia (1941-1943)
Nell’aprile del 1941, Monaco subentra a Vezio Orazi come Direttore generale della cinematografia, proseguendo fino al 25 luglio 1943, anche grazie al sostegno del conte Volpi di Misurata, vicino all’industria italiana del cinema e presidente della Camera internazionale del film (CIF), coalizione cinematografica europea promossa dai tedeschi a Berlino fin dal ’35, presso la Camera Internazionale del Film, segretario Karl Melzer (già vicepresidente della Reichsfilmkammer), massima autorità della cinematografia nazista dopo Goebbels.
Per regio decreto n. 1694 del 25/07/1941 è nominato membro del consiglio di amministrazione dell'istituto nazionale L.U.C.E. per il biennio 1940-1941 in sostituzione di Vezio Orazi.
Partecipa come rappresentante dell'Italia nella giuria internazionale alla 9ª Mostra internazionale d'arte cinematografica di Venezia (1941), in seguito Monaco diventerà un importante interlocutore della Biennale.
Per volere del ministro Pavolini e di Eitel Monaco, con la legge n. 419 del 24 marzo 1942, il CSC cessò di essere un ente di fatto per diventare ente di diritto pubblico, dotato di propri organi amministrativi e posto alle dipendenze del Ministero della cultura popolare. Presidente fu nominato proprio Monaco, vice presidente Luigi Chiarini e direttore Adolfo Smidile.
Il 9 giugno del 1942 è a Budapest con una commissione italiana (Freddi, Tornari, Lombardozzi, Forni, Grimaldi), nell'ambito di una convenzione cinematografica riguardante lo scambio di attori e di problemi tecnico-commerciali.

### Presidente dell’ANICA (1949-1971)
Nello scenario di un'Italia in guerra, il 5 novembre 1943 è collocato a riposo d'autorità da direttore generale, per decreto firmato dai ministri Mezzasoma e Pellegrini, contrari all'ordine del giorno Grandi.
Rifiutatosi di aderire alla Repubblica Sociale Italiana e di trasferirsi al nord, dopo liberazione di Roma da parte degli Alleati, fu tra i fondatori dell’ANICA il 10 luglio 1944, per iniziativa d’una decina di persone dell'industria cinematografica, nominando suo primo presidente Alfredo Proja, proprietario della casa di distribuzione Generalcine e del consorzio romano I.C.A.R. Film. Monaco diresse all’inizio l'ufficio legale, poi segretario generale dal 1945 al 1949.
Con l'aiuto di un editore americano di riviste cinematografiche Martin S. Quigley jr. (1917-2011), giunto a Roma alla fine di dicembre del 1944 in rappresentanza dei produttori cinematografici e distributori d'America, in verità era un inviato sotto copertura in Europa come agente dell'Ufficio dei servizi speciali degli Stati Uniti (OSS), Monaco compilò a quattro mani un Codice della cinematografia italiano, riadattando l'esperienza del Codice Hays e proponendo una sorta di regolamento di autodisciplina artistica per evitare la censura statale, che non avrà seguito.
Quando Proja verrà eletto deputato nelle liste della Democrazia cristiana (DC), Monaco sarà il suo successore dal 1949, anno della prima di undici elezioni consecutive a presidente dell’ANICA, fino agli inizi degli anni Settanta (dicembre 1971).
Il 1949 fu inoltre l'anno della firma del primo accordo di co-produzione con la Francia (firmatari Fourré Cormeray e Nicola De Pirro), cosicché insieme con i suoi più stretti collaboratori – il piemontese Riccardo Gualino (1879-1964), presidente dei produttori e fondatore della Lux Film, Franco Penotti, presidente dei distributori (Unione nazionale distributori), Achille Valignani, segretario generale dell'ANICA –, Monaco avviò numerose relazioni internazionali di scambio, co-produzione ed esportazione con Paesi di tutto il mondo, lungo l'asse Stati Uniti-Europa.
Nel dicembre dello stesso anno verrà approvata, su iniziativa del sottosegretario allo spettacolo Andreotti, nuove disposizioni per la salvaguardia del cinema nazionale (cd. Legge Andreotti) ispirata alle modalità della Legge Alfieri, che ridiscutevano il rapporto tra cinema americano e pellicole italiane, riservando a queste ultime un supporto economico e ampliando il numero delle giornate di programmazione settimanale nelle sale.
Il passo decisivo sarà nel 1951, quando Eitel Monaco promuoverà la creazione dell'Unitalia Film, organo per la diffusione e propaganda del film italiano all'estero, assumendone la presidenza (oltre che vicesegretario dell'ENIC, il primo circuito di sale sotto il controllo diretto dello Stato; nonché vicepresidente della FIAPF, l'anno precedente). Il numero di film americani in Italia fu limitato dagli accordi ANICA - MPAA del 1951, che previdero inoltre l'ulteriore creazione di una società, la Italian Film Export (IFE), società per azioni costituita il 27 luglio 1951 il cui unico scopo fu la distribuzione del cinema italiano negli Stati Uniti. L'IFE rimarrà attiva dal 1951 al 1958.
Nell'ottobre del 1954 è confermato nel Comitato di vigilanza dell'Istituto Luce quale membro assieme a Mario Carosi, di cui è presidente Nicola De Pirro.
Nonostante l'applicazione di sistema di tutela nazionali, l'evidente sproporzione fra cinema americano ed europeo costringerà i produttori italiani francesi e tedeschi all'istituzione di una Commissione dell’Unione europea del film (1955), promossa anche da Monaco. Su questi presupposti, affrontando il tema degli sgravi fiscali e degli aiuti statali, nel 1957 si formerà un Comitato d'intesa (se non una vera e propria Commissione permanente delle associazioni dei produttori), composto da delegazioni italiane, francesi e tedesche (Monaco, Lombardo, Guarini, Bozzini, Valignani, il segretario dell'UNPF Enrico Giannelli in rappresentanza dell'Italia) con il compito di studiare gli strumenti adatti a creare una base paritaria fra i tre mercati cinematografici.
Inoltre, Monaco fece parte dal 1957 della Consulta legale della SIAE, nominata dall'Assemblea delle Commissioni di Sezione, tra giuristi particolarmente competenti nella materia del diritto di autore.
Dal 1960 al 1965, fra gli altri incarichi di prestigio internazionale, sarà nominato delegato generale del Bureau international du cinéma (BIC), sottolineando in una riunione di Milano la necessità di provocare una generale detassazione e ricordando che le tasse opprimono lo spettacolo cinematografico a tutto vantaggio della televisione.
Dal 1966 fu componente della Commissione centrale per la cinematografia, istituita presso il Ministero del turismo e dello spettacolo, per l'esame del problemi generali concernenti la cinematografia e per lo svolgimento delle attribuzioni specifiche fissate dalle leggi italiane.
Dal 1971 al 1977 assumerà la presidenza del premio cinematografico David di Donatello.
Nel 1975 ebbe l'incarico di amministratore della Compagnia cinematografica Champion spa di Carlo Ponti, la stessa de La ciociara (1960) di De Sica, e che produsse in totale 73 film fino al 1977.
Scrisse numerosi saggi, articoli, presentazioni sui problemi giuridici ed economici dell'industria cinemematografica, relazioni annuali sul cinema, atti di convegni, interviste. 

## Opere principali
- Lo Stato e il cinema, in Scenario: rivista mensile delle arti, della scena, n. 6, giugno 1935;
- Il film italiano - Der Italienische film - El film italiano, a cura del Consorzio per l'esportazione dei film italiani e sotto gli auspici della federazione nazionale fascista degli industriali dello spettacolo, Roma, Società Anonima Editrice Tipografica, 1941 (introduzione);
- Il cinema in Africa, in Quadrivio, 1941 (?);
- Produzione, noleggio, esercizio, in Cinema, 10 febbraio 1942;
- Dichiarazioni di Eitel Monaco sulla produzione italiana, in Cinespettacolo, n. 2, febbraio 1947;
- Rispondono gli industriali, in Rivista del cinematografo, n. 11, 1951;
- L'industria cinematografica italiana a Roma, in L’eco del cinema, n. 24, 1952;
- La scoperta dell’Europa, in Filmcritica, n. 22-23, marzo-aprile 1953;
- Verso un cinema europeo, in Cineuropa, n. 1, maggio 1953;
- Dichiarazioni di E. M. sui colloqui americani, in Cinespettacolo, n. 34-35, 23 ottobre 1954;
- I progressi del cinema italiano nei suoi aspetti nazionali e internazionali, in Cinemundus, n. 3, 15 febbraio 1955;
- Significato delle date, supplemento a Cinemundus, n. 2, 26 agosto 1955;
- Situazione dell'industria cinematografica, atti del Convegno (Roma, Palazzo Torlonia, 26 maggio e 16 giugno 1955), Roma, Istituto di studi parlamentari, Ufficio stampa, 1956;
- Aspetti reali dell'industria cinematografica in Italia, Roma, 1958;
- L'impresa di produzione cinematografica: aspetti e rapporti giuridici (scritto con Amedeo Giannini), Roma, Arte grafica romana, 1958;
- La Bibbia e il cinema: breve storia del film religioso, XVII Corso di studi cristiani, Assisi, La Cittadella, 28 agosto 1959;
- La situazione del cinema italiano nell'attuale congiuntura cinematografica mondiale, Roma-Milano, Convegni nazionali cinema e scrittori, 1958;
- Il credito cinematografico: relazione introduttive al II convegno di studi sui problemi giuridici della cinematografia (Roma, 30 novembre - 2 dicembre 1959), con relazioni di Amedeo Giannini, Eitel Monaco, Alberto Asquini e Rosario Niccolò, Roma, Nuova grafica romana, 1959;
- Annuario del cinema italiano 1959-'60, prefazioni di Eitel Monaco e Italo Gemini. Roma, Stab. Grafico Aldo Garzanti, 1959;
- L'industria cinematografica in Italia dal 1955 a oggi, Roma, 1960;
- Cinema italiano 1960: assemblea generale dell'Anica, Roma, 11 febbraio 1960;
- Panorama económico de la cinematografía mundial 1960-1961, in Revista Internacional de Cine, Madrid, n. 39, junio 1961;
- Richieste sulla censura, in La censura cinematografica, Edizioni di Bianco e Nero, Roma, 1961;
- Italian Film Industry Expands, in The 1963 Film Daily Year Book of Motion Pictures, New York, 1963;
- L'industria cinematografica negli anni 1962 e 1963. A.N.I.C.A.: Assemblea Generale, Roma, Tip. S.A.E.T., 1964 (introduzione);
- The Film industry: its situation and economie prospects, in Review of the Economie Conditions in Italy, n. 6, november 1965;
- L'industria cinematografica: relazione all'assemblea generale dell'Anica sulle attività svolte negli anni 1964 e 1965, Roma, Anica, 1966;
- Situazione e prospettive del film come mezzo di formazione, di informazione e di impiego del tempo libero, Edizioni internazionali sociali, [1968?];
- L'industria cinematografica negli anni 1966-1967, Roma, Anica, 1968;
- L'industria cinematografica negli anni 1968-1969, Roma, Anica, 1970.

## Onorificenze

### Onorificenze straniere
- Onorificenza del Giappone non identificata e senza data